# Robin Askwith
Robin Askwith (Southport, Egyesült Királyság, 1950. október 12. –) angol színész. 
Az 1960-as évek végétől filmez. Az 1970-es években elsősorban a könnyed szexvígjátékokban nyújtott alakításai révén a brit fiatalok egyik kedvencének számított.

## Pályafutása
Robin gyerekkorában átesett a paralízisen. Felgyógyulása után amolyan pajkos csínytevő lett belőle. Rickmansworthben folytatta tanulmányait, ahol mint dobos is fellépett különféle iskolai rendezvényeken. Miután tréfából kísérletet tett egy postahivatal kirablására, kicsapták az iskolából, de szerencsére ezzel meg is úszta a dolgot. Egy ügynök segítségével reklámszerződésekhez jutott. Egy reklámban figyelt fel rá a brit free cinema egyik kiválósága, Lindsay Anderson, aki kisebb szerepet bízott rá az angol iskolarendszert bíráló Ha… című drámájában, amely nagy feltűnést keltett. Ezután újabb, de még mindig kicsiny szerepeket kapott mozifilmekben és tévés produkciókban. A nagy áttörést a Magyarországon nem játszott Cool It Carol! hozta meg számára. A megtörtént eset alapján készült film egy fiatal párról szólt, akik a szép jövő reményében költöznek Londonba, de végül a szexiparban kötnek ki. A humort sem nélkülöző produkció tetszett a közönségnek, ám a kritikusok zömmel lesújtóan értékelték, „trágár”-nak találták. Robin előtt viszont megnyílt az út a csúcs felé: specialitása lett a komédia, s mivel a Cool It Carol!-ban gátlástalanul mutogatta csupasz hátsóját, ezt az attrakciót számos későbbi filmjében is elvárták tőle. Például Pier Paolo Pasolini Canterbury mesék című Geoffrey Chaucer-adaptációjában, melyben Robin alakította azt az életvidám fiatalembert, aki a bordélyban több menetre is befizet, majd az emeletről levizeli az álszent egybegyűlteket, ám a halál váratlanul elragadja. Nem túl nagy igényű, de a maguk idejében sikeres vígjátékai közül a magyar közönség is láthatta a Csak semmi szexet, kérem, angolok vagyunk és a Folytassák, lányok! című filmjeit. Az 1970-es évek közepén ért a csúcsra, amikor eljátszotta a négyrészes Confessions-sorozat főszerepét, Timothy Lea-t, aki különböző pikáns kalandokba bonyolódik. (A szerepet eredetileg nem neki szánták, s csak azután kapta meg, hogy a felkérést Richard Beckinsale, Richard O’Sullivan és Dennis Waterman is visszautasította.) Mindjárt az első rész, az Egy ablaktisztító vallomásai (Confessions of a Window Cleaner) nagy siker lett, 1974 legnépszerűbb brit filmje. A folytatások is igen népszerűeknek bizonyultak, s ennek eredményeként Confessions címmel Robin kislemezt készíthetett. Játszott a King Kong-sztori „női” változatában, a Queen Kongban. Az 1980-as években színpadon játszotta Timothy Lea szerepét, mozifilmek helyett pedig inkább tévés megbízásokat vállalt. Egy időben Leonie Mellinger színésznő volt a felesége, akivel egy tévésorozat egyik epizódjának (Infidelities) forgatásán ismerkedett meg. Az 1990-es években teljesen eltűnt a reflektorfényből. Amolyan visszatérési kísérletnek fogható fel 1999-es önéletrajzi könyve, a The Confessions of Robin Askwith. Az új évezredben ismét tévés produkciókban bukkant fel, illetve kicsiny szerepet játszott az U–571 című sikeres mozifilmben.
Gyakran vállal színpadi feladatokat is: a Paint It Black című darabban például a The Rolling Stones tragikus balesetben elhunyt egykori tagját, Brian Jonest játszotta. Jó kritikákat kapott Terry Johnson Dead Funny című darabjában nyújtott alakítására. 2007 nyarán Málta szigetén forgatta a sikeres szappanopera, a Coronation Street azon epizódjait, amelyben egy idegenvezetőt játszik. Máltától nem messze található Gozo szigete: Askwith évek óta itt él. 2007. július 18. és július 25. között a nottinghami kastélyban lépett fel a Canterbury mesék '70-es évekbe helyezett színpadi változatának egyik szereplőjeként.

## Filmjei
- 2008: Alone in the Dark
- 2007: Coronation Street (tévésorozat, egy epizódban)
- 2004: Doctors (tévésorozat, az A Lion or a Sheep című epizódban)
- 2000: U–571
- 2000: Sunburn (tévésorozat, a New Opportunities, Second Chances and Dominoes című epizódban)
- 2000: The Asylum
- 1988: Boon (tévésorozat, a Peacemaker című epizódban)
- 1984: Bottle Boys (tévésorozat)
- 1983: Play of the Month (tévésorozat, az Infidelities című epizódban)
- 1982: Britannia gyógyintézet (Britannia Hospital)
- 1977: Let’s Get Laid
- 1977: Szűzkeresztség (Stand Up, Virgin Soldiers)
- 1977: Confessions from a Holiday Camp
- 1976: Confessions of a Driving Instructor
- 1976: Queen Kong
- 1975: Confessions of a Pop Performer
- 1975: Public Eye (tévésorozat, a How About a Cup of Tea? című epizódban)
- 1975: The Hostages
- 1974: Confessions of a Window Cleaner
- 1973: Folytassák, lányok! (Carry on Girls)
- 1973: Beryl’s Lot
- 1973: Horror kórház (Horror Hospital)
- 1973: Csak semmi szexet, kérem, angolok vagyunk (No Sex Please, We’re British)
- 1972: Canterbury mesék (I racconti di Canterbury)
- 1972: Tower of Evil
- 1972: Házi áldás (Bless This House, tévésorozat), A Touch of the Unknown c. epizódban
- 1972: Hide and Seek
- 1972: All Coppers Are…
- 1972: The Flesh and Blood Show
- 1972: Házi áldás (Bless This House)
- 1971: Dixon of Dock Green, tévésorozat, a Wingy című epizódban
- 1971: Cárok végnapjai (Nicholas and Alexandra), nincs feltüntetve a stáblistán
- 1971: Please Sir! (tévésorozat, az A.W.O.L. című epizódban)
- 1970: Menace (tévésorozat, a Trespasser című epizódban)
- 1970: Here Come the Double Deckers (tévésorozat, a The Go-Karters című epizódban)
- 1970: The Borderers (tévésorozat, a The Quicksalver című epizódban)
- 1970: Cool It Carol!
- 1970: Bartleby
- 1969: Hans Brinker (tévéfilm)
- 1969: Szellemes nyomozó (Randall and Hopkirk – Deceased) (tévésorozat)
- 1969: Scramble
- 1968: Ha… (If…)
- 1968: Banditák hálójában (Otley)